# Шуанлуань
Шуанлуа́нь (кит. упр. 双滦, пиньинь Shuāngluán) — район городского подчинения городского округа Чэндэ провинции Хэбэй (КНР). Район назван в честь того, что на его территории расположены гора Шуанташань и река Луаньхэшуй.

## История
Во времена Китайской Республики в этих местах находился административный центр уезда Луаньпин. В 1958 году эти земли вошли в состав города Чэндэ.
В 1980 году был образован район Шуанлуань.

## Административное деление
Район Шуанлуань делится на 2 уличных комитета, 4 посёлка, 1 волость и 1 национальную волость.